# ديك كونواي
ديك كونواي (بالإنجليزية: Dick Conway)‏ هو لاعب كرة قاعدة أمريكي، ولد في 25 أبريل 1866 في لوويل في الولايات المتحدة، وتوفي بنفس المكان في 9 سبتمبر 1926.

## وصلات خارجية
- ديك كونواي على موقع دوري كرة القاعدة الرئيسي (الإنجليزية)
- ديك كونواي على موقعبيزبول رفرنس.كوم (الدوري الرئيسي) (الإنجليزية)
- ديك كونواي على موقعبيزبول رفرنس.كوم (الدوري الثانوي) (الإنجليزية)